# فريدريش يوشيا أمير ساكس كوبورج وغوتا
فريدريش يوشيا أمير ساكس كوبورج وغوتا (بالألمانية: Friedrich Josias Prinz von Sachsen-Coburg und Gotha)‏ (الاسم الكامل:فريدريش يوشيا كارل إدوارد إرنست كريل; 29 نوفمبر 1918 - 23 يناير 1998) كان رئيس الدوقية في عائلة ساكس كوبورج وغوتا وحمل لقب دوق ساكس كوبورج وغوتا من 1954 حتى وفاته.